# Hirasa mandarinaria
Hirasa mandarinaria là một loài bướm đêm trong họ Geometridae.